# Andrzej Bauza
Andrzej Bauza (ur. 5 września 1896 w Palmierowie, zm. 6 maja 1948 w Wągrowcu) – żołnierz armii niemieckiej, powstaniec wielkopolski i podoficer Wojska Polskiego w II Rzeczypospolitej. Kawaler Orderu Virtuti Militari.

## Życiorys
Urodził się w Palmierowie w rodzinie Michała i Weroniki z Sokołowiczów.
W okresie I wojny światowej wcielony do armii niemieckiej.
W 1918 wstąpił do oddziałów powstańczych i aktywnie walczył w powstaniu wielkopolskim pod Lesznem.
W 1920 walczył na froncie polsko-bolszewickim w składzie 60 pułku piechoty.
W bitwie pod Wielką Czernicą, pozycje jego plutonu atakowane były wielokrotnie. Dochodziło do starć na białą broń. Zdaniem dowódcy pułku: pozycja została utrzymana dzięki energii i odwadze Andrzeja Bauzy, za którego przykładem bili się jego podkomendni.
5 września pluton utrzymał przyczółek mostowy pod Kamieńcem Litewskim. Za czyny te Andrzej Bauza odznaczony został Krzyżem Srebrnym Orderu „Virtuti Militari”.
W wojnie polsko-bolszewickiej został trzykrotnie ranny.
W lutym 1921 jako inwalida wojenny został zdemobilizowany. Pracował w Starostwie Powiatowym w Wągrowcu.
Tam zmarł i został pochowany na miejscowym cmentarzu parafialnym.
Żonaty z Elżbietą Piasecką, miał córkę Łucję i syna Alojzego.

## Odznaczenia
- Krzyż Srebrny Orderu Virtuti Militari (1120)[1]
- Krzyż Walecznych[1]